# Список полных кавалеров ордена Трудовой Славы/Ж
В настоящем списке представлены в алфавитном порядке полные кавалеры ордена Трудовой Славы, чьи фамилии начинаются с буквы «Ж». Список содержит информацию о датах Указов о присвоении звания, профессии награждённых, дате рождения и дате смерти. В настоящее время список не является завершённым и нуждается в дополнениях и уточнениях.
| №  | Фамилия, имя, отчество        | Даты жизни      | Профессия | Дата Указа и номер ордена                                                 | ГС       |
| -- | ----------------------------- | --------------- | --- | ------------------------------------------------------------------------- | -------- |
| 1  | Жанузаков, Акин               | род. 1937       | Поливальщик колхоза «Шамши» Кочкорского района Нарынской области | 3 ст. 30.03.1978 № 108279 2 ст. 06.06.1984 № 18566 1 ст. 07.05.1991       |          |
| 2  | Жарова, Лариса Евгеньевна     | род. 02.01.1938 | Бригадир монтажников завода «Рентген» производственного объединения «Светлана» Министерства электронной промышленности СССР, гор. Ленинград                                                      | 3 ст. 25.04.1975 № 142482 2 ст. 10.03.1981 № 6431 1 ст. 15.11.1989 № 674  | [ ГС 1 ] |
| 3  | Жатько, Валентин Иванович     | род. 1947       | Мастер по добыче нефти и газа нефтегазодобывающего управления «Речицанефть» производственного объединения «Белоруснефть» Министерства нефтяной и газовой промышленности СССР, Гомельская область | 3 ст. 02.03.1981 № 529017 2 ст. 29.04.1986 № 39402 1 ст. 01.07.1991 № 901 | [ ГС 2 ] |
| 4  | Жданова, Анна Ивановна        | род. 07.11.1941 | Телятница колхоза «Красная звезда» Ивнянского района Белгородской области | 3 ст. 30.03.1978 № 245722 2 ст. 14.12.1984 № 58223 1 ст. 10.09.1990 № 816 | [ ГС 3 ] |
| 5  | Жила, Владимир Михайлович     | род. 09.08.1938 | Бригадир водителей Харьковского автобусного парка № 1 Министерства автомобильного транспорта Украинской ССР                                                                                      | 3 ст. 22.04.1975 № 34500 2 ст. 02.04.1981 № 15220 1 ст. 14.08.1986 № 497  |          |
| 6  | Жиленков, Николай Дмитриевич  | род. 01.01.1948 | Звеньевой колхоза, Волынская область | 3 ст. 14.02.1975 № 8076 2 ст. 24.12.1976 № 2211 1 ст. 07.07.1986 № 430    |          |
| 7  | Жуланов, Павел Александрович  | род. 1938       | Машинист бумагоделательной машины Соликамского целлюлозно-бумажного комбината Министерство лесной, целлюлозно-бумажной и деревообрабатывающей промышленности СССР, Пермская область              | 3 ст. 24.04.1975 № 68565 2 ст. 19.03.1981 № 12247 1 ст. 04.05.1985 № 127  | [ ГС 4 ] |
| 8  | Жунисбеков, Уса               | род. 1939       | Звеньевой совхоза имени И. Джансугурова Аксуского района Талды-Курганской области | 3 ст. 24.12.1976 № 310160 2 ст. 22.02.1982 № 13638 1 ст. 23.04.1991 № 885 |          |
| 9  | Журавлёв, Василий Никифорович | род. 15.12.1939 | Наладчик автоматической линии сварки Сердобского машиностроительного завода Министерства автомобильной промышленности СССР, Пензенская область                                                   | 3 ст. 27.04.1976 № 288761 2 ст. 31.03.1981 № 10523 1 ст. 10.06.1986 № 334 | [ ГС 5 ] |
| 10 | Жямайтене, Янина Юозовна      | род. 1934       | Доярка учебно-опытного хозяйства Сельскохозяйственной академии Литовской ССР | 3 ст. 14.02.1975 № 27929 2 ст. 16.03.1981 № 18055 1 ст. 24.07.1986 № 471  | [ ГС 6 ] |